# Дугін Єгор Ігорович
Єгор Ігорович Дугін (рос. Егор Игоревич Дугин; 4 листопада 1990, м. Челябінськ, СРСР) — російський хокеїст, центральний нападник. Виступає за «Трактор» (Челябінськ) у Континентальній хокейній лізі.
Вихованець хокейної школи «Трактор» (Челябінськ). Виступав за «Южний Урал» (Орськ), «Трактор» (Челябінськ), «Білі Ведмеді» (Челябінськ), «Мечел» (Челябінськ).